# Västersjön (Ljuders socken, Småland)
Västersjön är en sjö i Lessebo kommun i Småland och ingår i Ronnebyåns huvudavrinningsområde. Sjön har en area på 0,41 kvadratkilometer och ligger 148,9 meter över havet.

## Delavrinningsområde
Västersjön ingår i det delavrinningsområde (628698-146808) som SMHI kallar för Mynnar i 628351-146761. Medelhöjden är 158 meter över havet och ytan är 9,15 kvadratkilometer. Det finns ett avrinningsområde uppströms, och räknas det in blir den ackumulerade arean 19,92 kvadratkilometer. Vattendraget som avvattnar avrinningsområdet har biflödesordning 3, vilket innebär att vattnet flödar genom totalt 3 vattendrag innan det når havet efter 79 kilometer. Avrinningsområdet består mestadels av skog (79 %). Avrinningsområdet har 0,41 kvadratkilometer vattenytor vilket ger det en sjöprocent på 1,1 %.